# 科林斯 (阿肯色州)
科林斯（英語：Corinth）是一個位於美國阿肯色州耶爾縣的城鎮。

## 地理
科林斯的座標為35°03′28″N 93°25′54″W / 35.05778°N 93.43167°W，而該地的平均海拔高度為107米（即351英尺）。

## 人口
根據2020年美國人口普查的數據，科林斯的面積為8.16平方千米，當中陸地面積為8.00平方千米，而水域面積為0.16平方千米。當地共有人口45人，而人口密度為每平方千米5人。